# Chironius scurrulus
Chironius scurrulus är en ormart som beskrevs av Wagler 1824. Chironius scurrulus ingår i släktet Chironius och familjen snokar. Inga underarter finns listade i Catalogue of Life.
Arten förekommer i norra Sydamerika söderut till Bolivia och Brasilien. Honor lägger ägg.